# NGC 7773
NGC 7773 é uma galáxia espiral barrada (SBbc) localizada na direcção da constelação de Pegasus. Possui uma declinação de +31° 16' 37" e uma ascensão recta de 23 horas, 52 minutos e 10,0 segundos.
A galáxia NGC 7773 foi descoberta em 9 de Outubro de 1790 por William Herschel. Se encontra a uma distãncia de aproximadamente 392.55 milhões de anos-luz de distância. Fonte: www.cseligman.com